# 막시미아누스

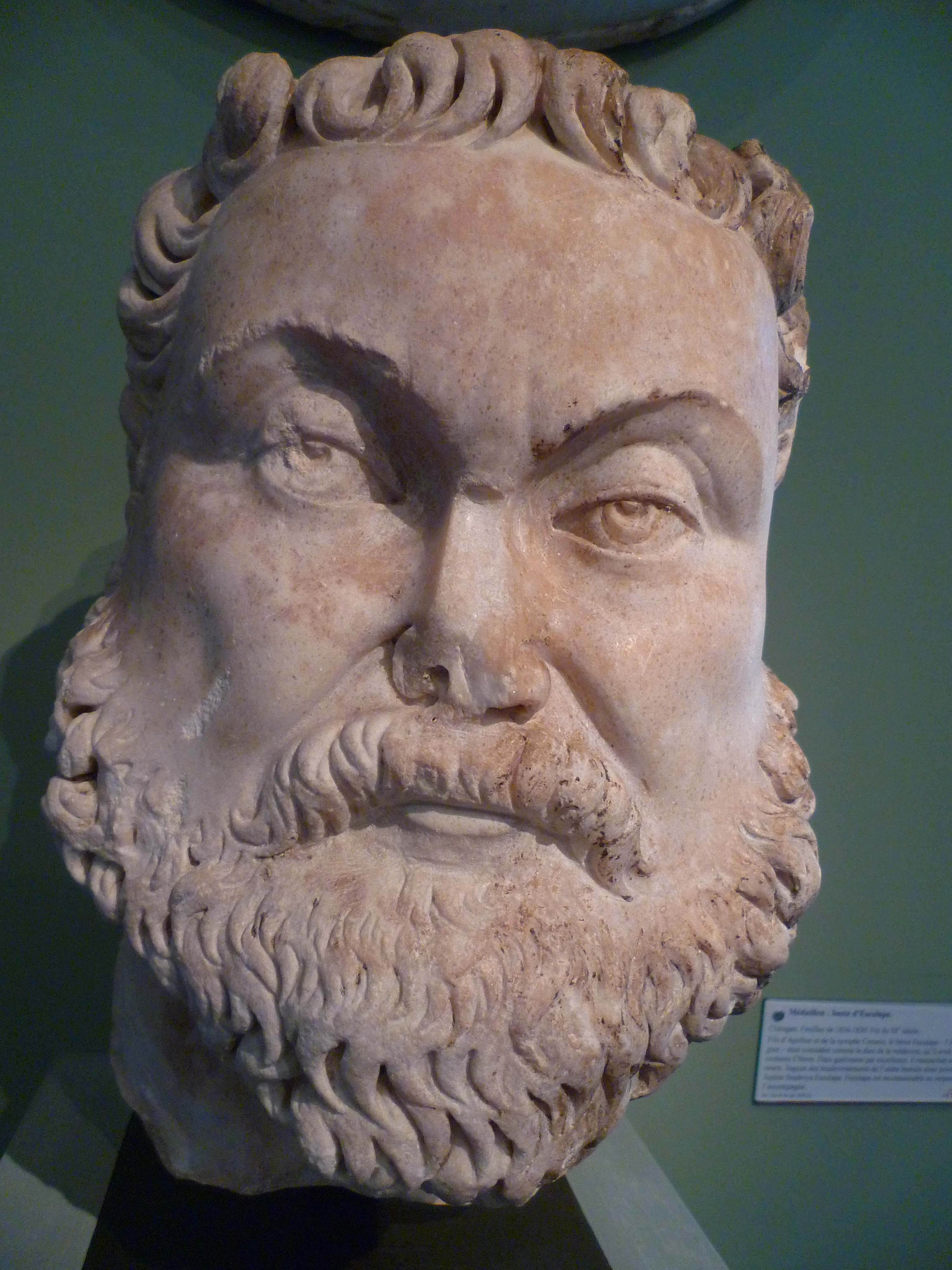

마르쿠스 아우렐리우스 발레리우스 막시미아누스 헤르쿨리우스(라틴어: Marcus Aurelius Valerius Maximianus Herculius 마르쿠스 아우렐리우스 왈레리우스 막시미아누스 헤르쿨리우스[*], 250년 추정 - 310년 7월)은 286년부터 305년까지 디오클레티아누스와 함께 로마를 통치한 로마 황제이다.
비천한 집안 출신이나 군사적 재능으로 군대에서 두각을 나타냈고 디오클레티아누스에게 신임을 받아 그의 충복이 되었다. 285년 디오클레티아누스에게 부제로 임명되고 이듬해에는 제국 서방을 다스리는 정제가 되었다. 명목상으로는 디오클레티아누스와 동등한 황제(Augustus)였으나 실제로는 항상 그에게 종속되어 있는 위치에 있었다.
서방 황제로 임명되자 즉각 군사 활동에 나서 프랑크족을 격퇴하고 갈리아 도적떼들을 소탕했으며 북아프리카에서도 사막 민족들을 몰아냈다. 이후 사두 정치가 시작되자 그가 거느리던 부제인 콘스탄티누스 클로루스에게 293년 갈리아와 브리타니아, 히스파니아 지방들을 넘긴 뒤 나머지 지방인 이탈리아와 북아프리카를 다스렸다.
305년 5월 1일 니코메데이아에서 퇴위한 디오클레티아누스가 은퇴를 선언하자 내키지 않았지만 같은 날 메디올라눔(오늘날 밀라노)에서 퇴위했다. 이후 새로운 사두정치체제)는 성립된 지 얼마 안 되어 무너지기 시작했고, 아들 막센티우스가 로마에서 황제를 선언하자 그를 돕기 위해 다시 정치판으로 돌아와 스스로 제위에 올랐다.
이에 307년 2월 서방 부제 세베루스가 이를 반역으로 단죄, 토벌군을 이끌고 쳐들어오지만 라벤나에서 이를 격퇴하고 세베루스를 포로로 잡은 뒤 살해했다. 뒤이어 갈레리우스가 원정을 오지만 큰 소득을 거두지 못하자 308년 카르눈툼 수뇌 회담을 열어 디오클레티아누스의 제위 복귀를 요구하나 거절당했다.
이후 아들 막센티우스와 불화를 겪으며 아들과 결별하고 딸 파우스타를 서방 정제 콘스탄티누스 1세에게 시집보내고 그에게 의탁하여 살았다. 그 뒤 310년 콘스탄티누스가 라인 강 동부로 야만족들을 토벌하기 위해 출병했던 중 반란을 일으켰으나 콘스탄티누스가 너무 일찍 원정을 끝내고 돌아오는 바람에 진압당했고 마실리아로 도망갔으나 그곳에서 죽었다.
그의 죽음이 자살인지 암살인지는 확실치 않다.
| 타고난 이름 | 마르쿠스 아우렐리우스 발레리우스 막시미아누스 헤르큘리우스(Marcus Aurelius Valerius Maximianus Herculius)                                                                                |
| 황제 이름   | 임페라토르 카이사르 가이우스 아우렐리우스 발레리우스 막시미아누스 피우스 펠릭스 인빅투스 아우구스투스 (Imperator Caesar Gaius Aurelius Valerius Maximianus Pius Felix Invictus Augustus) |
| 제위 기간   | 285-6년 (디오클레티아누스의 부제) 286년 3월 1일 - 305년 5월 1일 (서방의 정제, 디오클레티아누스는 동방의 정제) 306년과 310년 (자칭 황제)                                                  |
| 앞선 황제   | 누메리아누스 |
| 다음 황제   | 콘스탄티우스 클로루스와 갈레리우스 |